# Gazpacho

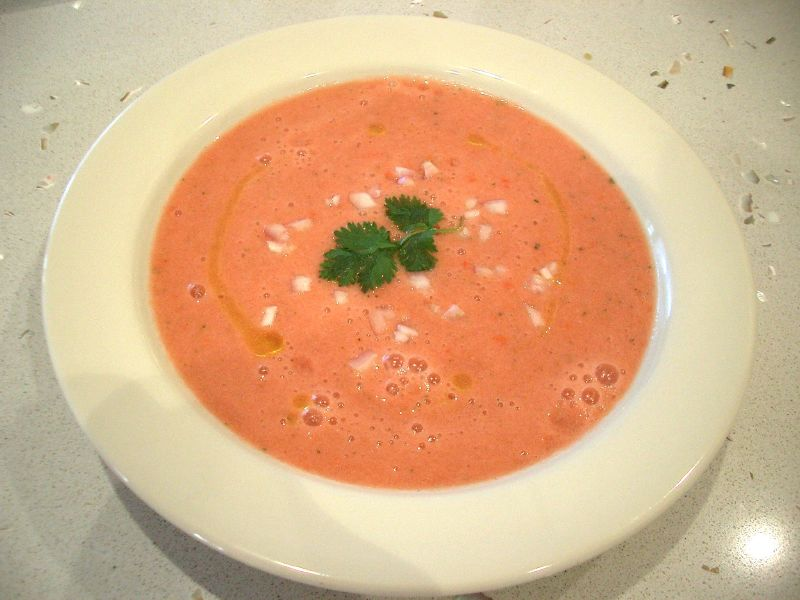
Ein Teller Gazpacho

Gazpacho bzw. Gaspacho ist eine kalt servierte südspanische und portugiesische Suppe aus ungekochtem Gemüse. Sie stammt aus Andalusien (spanisch: gazpacho [gaθ'patʃo]; genauer gazpacho andaluz) und der Algarve (portugiesisch: gaspacho [ɡɐʃˈpaʃu]). Im Deutschen ist die spanische Schreibweise mit z üblich, jedoch zumeist mit eingedeutschter Aussprache des z als s-Laut: [gas'patʃo]. Der Duden gibt zum grammatischen Geschlecht an: der oder die Gazpacho.
Die ursprüngliche Suppe geht auf die Römer  zurück und war eine weiße Knoblauchsuppe aus Gurken, Brot, Knoblauch, Olivenöl, Essig, Salz und Wasser. Die Zutaten wurden in einem Mörser zerkleinert. Tomaten und Paprika wurden erst von Christoph Kolumbus aus Amerika nach Europa gebracht und waren bis ins 18. Jahrhundert hinein nicht Bestandteil dieser Suppe.

## Zutaten, Zubereitung

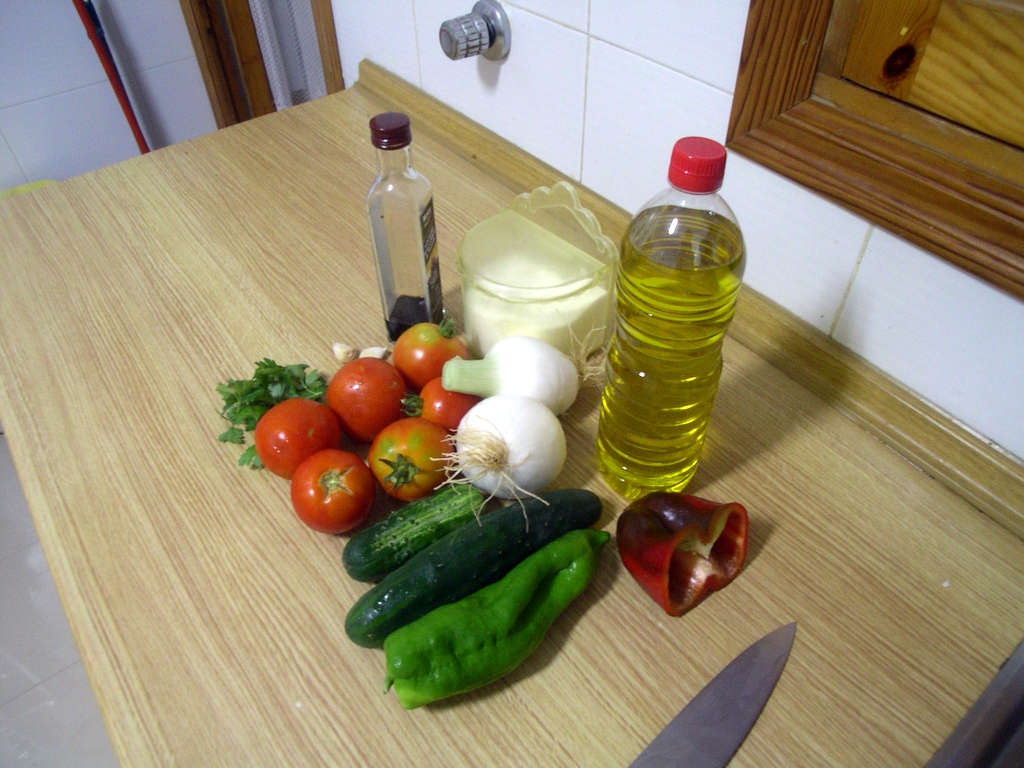
Bestandteile eines Gazpacho andaluz

Klassische Hauptzutaten für die gazpacho andaluz sind Tomaten, Weißbrot, grüne Paprika, Salatgurken, Knoblauch, Olivenöl, Essig, Salz und Wasser.
Die Zubereitung ist einfach: Sämtliches Gemüse und das Brot werden unter Zugabe von Wasser und Olivenöl püriert und anschließend mit Essig, Salz, Pfeffer abgeschmeckt. Die Konsistenz einer Gazpacho kann variieren, von einer sehr dünnflüssigen Suppe bis zu einer sämigen Variante, die oft auch weniger püriert ist.
Serviert wird die Gazpacho kalt mit einer guarnición, d. h. einer Beilage. Dabei handelt es sich üblicherweise um in sehr kleine Stückchen geschnittene grüne Paprika, grüne Gurke, Frühlingszwiebeln und Tomaten, die unmittelbar vor dem Servieren auf die Suppe bzw. vermischt mit etwas Olivenöl unter die Suppe gegeben werden. Mitunter wird die Gazpacho auch mit gerösteten Weißbrotwürfeln serviert.

## Varianten
Die Ajoblanco, die mit Mandeln und Knoblauch zubereitet wird, hat starke Ähnlichkeit mit der ursprünglichen Gazpacho. Die Gazpachuelo in Málaga enthält auch Fisch, Muscheln, Kartoffeln und Mayonnaise und wird im Winter heiß gegessen.
Die Porra antequerana aus Antequera, nördlich von Málaga, ist eine kalte Suppe, jedoch dickflüssiger, ohne Salatgurke und mit mehr Knoblauch, vergleichbar der Salmorejo.
Ein weiteres Gericht namens Gazpacho ist die Gazpacho manchego aus der Region Kastilien-La Mancha, die außer dem Namen wenig mit der Gazpacho andalusischer Art gemein hat. Es handelt sich um eine Art Eintopf mit Huhn, Kaninchen und tortas de gazpachos.

## Geschichte
Das Wort Gazpacho leitet sich vom lateinischen Adjektiv caccabaceus ab, was so viel bedeutet wie "zum Kessel gehörend"  und wurde in der Antike auf eine Brotart angewandt, die derjenigen ähnelt, die auch heute noch für die Zubereitung von Gazpacho Manchego verwendet wird. Eine der Hauptzutaten, die Gurke, stammt ursprünglich aus Indien; sie gelangte über Griechenland nach Europa. Im Römischen Reich wurde die Gurke in allen Gebieten kultiviert und gelangte so auch auf die iberische Halbinsel. Schon damals wurden Gurken in Gewächshäusern gezogen, um sie das ganze Jahr über verfügbar zu haben. Bis ins 16. Jahrhundert scheinen Gurken das häufigste Gemüse in Spanien gewesen zu sein. Es wurde vermutet, dass römische Soldaten erstmals Gazpacho zubereiteten, um ihren sauren Wein schneller trinken zu können und somit schneller betrunken zu werden. Dazu gaben sie Brot und Olivenöl sowie Gurken in den Wein.

## Dokumentation
- Küchen der Welt. Gazpacho: Ein Sommergenuss aus Andalusien. Regie: Arnaud Théry, ARTE F, Frankreich, 30 Minuten, 2025